# Lucius Willem Carel Gerlach

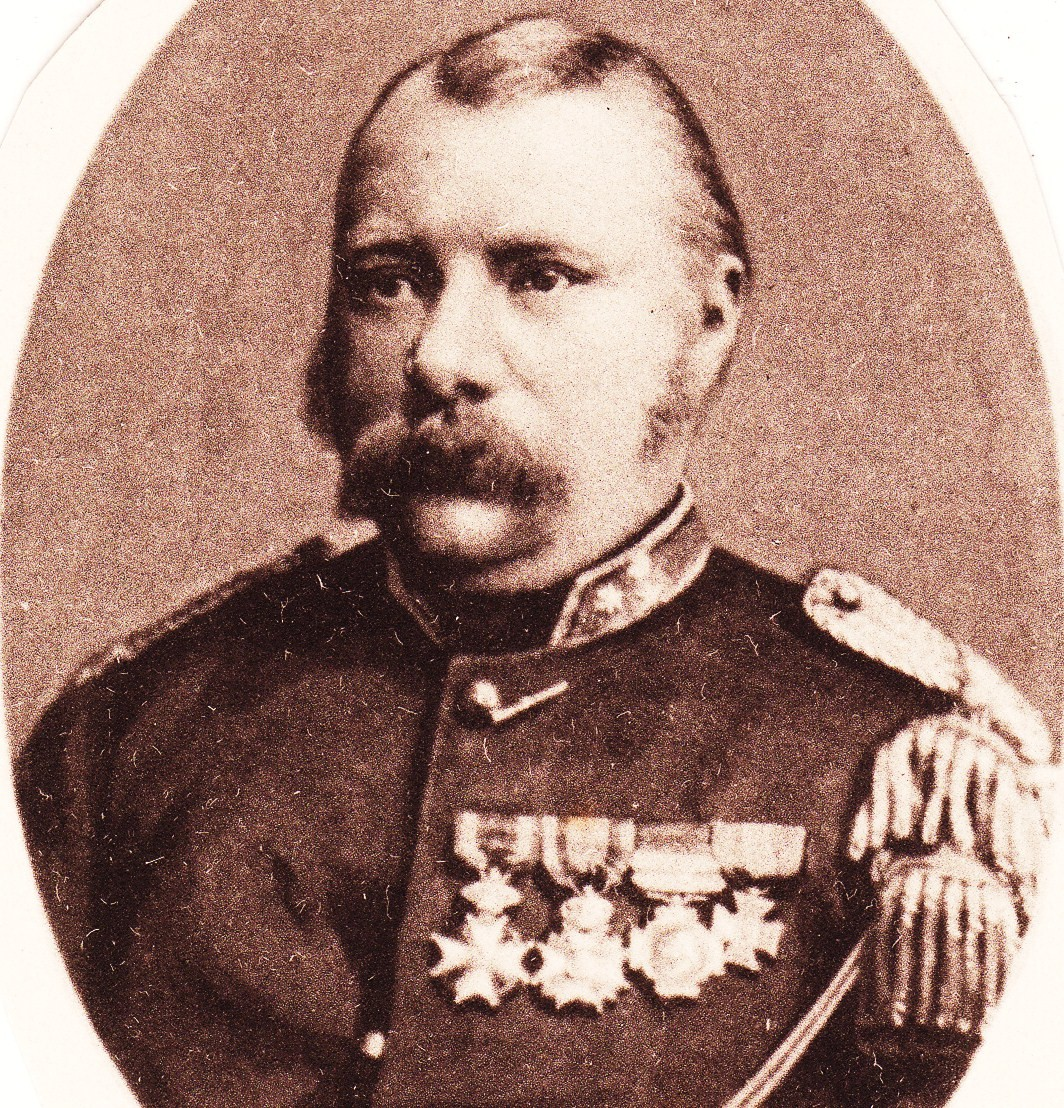
Lucius Willem Carel Gerlach

Lucius Willem Carel Gerlach (Willemstad, 6 april 1835 - Den Haag, 10 april 1926) was een officier in het Koninklijk Nederlands Indisch Leger.

## Loopbaan
Lucius Gerlach treed op 4 augustus 1851 als soldaat toe tot het Instructiebataljon te Kampen voor de duur van 10 jaar zonder handgeld.  Hij wordt overgeplaatst naar het 6e Regiment Infanterie en bevorderd tot korporaal op 16 maart 1852, tot sergeant op 25 april 1854 en tot 2e luitenant op 4 december 1855 . Treedt op 26 september 1857 toe tot het wapen der Infanterie van het leger in Oost-Indië (KNIL) voor een periode van 5 jaar. Gaat op 26 november 1857 met het schip d’Elmina naar Batavia, alwaar hij op 11 maart 1858 aankomt. Tijdens deze reis wordt hij bevorderd tot 1e Luitenant (27 jan 1858). In Batavia wordt geplaatst bij het 4e bataljon der Infanterie. Hij wordt op 16 oktober 1864 overgeplaatst naar de Molukken. In 1866 doet hij dienst als adjudant van de Gouverneur-Generaal, waarvan hij op eigen verzoek eervol ontslagen wordt in 1867. Op 14 mei 1866 trouwt hij met Maria de Bordes (5 aug. 1843 Groningen- 5 feb 1918 ‘s Gravenhage) te Semerang, Java. Op 12 oktober 1866 bevordert tot kapitein. Voor zijn langdurig dienstverband als officier ontvangt hij in 1870 een onderscheidingsteken1. In 1871 en 1872 heeft hij verlof en verblijft in Nederland. Keert terug naar Oost-Indie op 7 augustus 1873 en wordt op 16 september 1874 bevorderd tot majoor en in 1873 wordt hij benoemd tot ridder in de Orde van de Nederlandse Leeuw. Dan wordt hij overgeplaatst naar het 15e Bataljon der Infanterie op 7 november 1874. Neemt deel aan gevechten op Atjeh, onder andere de inname van de Moekims XXII en XXVI in de periode 23 maart tot 5 november 1879, waarvoor hij de Militaire Willemsorde 4e klasse krijgt. In deze periode wordt hij bevorderd tot luitenant-kolonel. Uiteindelijk bereikt hij de rang van generaal-majoor. Hij keert terug naar Nederland en woont eerst in Tiel en  daarna in ’s Gravenhage. Lucius Gerlach overlijdt op 10 april 1926 en wordt bijgezet op de Algemene Begraafplaats Kerkhoflaan te s’ Gravenhage.